# رومانوس پونتیفکس
رومانوس پونتیفکس (انگلیسی: Romanus Pontifex) مهر و موم پاپ است که چندین بار در طول قرن پانزدهم صادر شد، اولین بار در سال ۱۴۳۶ توسط پاپ اوژن چهارم و بار دیگر در سال ۱۴۵۵ توسط نیکلاس پنجم به پادشاه آفونسوی پنجم پادشاهی پرتغال. در ادامه منشور دام دیورساس، به پادشاهی پرتغال تسلط بر تمام سرزمین‌های جنوب رأس بوجادور در آفریقا را تأیید کرد، همراه با تشویق به تصرف سرزمین‌های سارازن ترک‌ها و غیره. -مسیحیان هدف اصلی رومانوس پونتیفکس این بود که سایر ملل مسیحی را از نقض حقوق تجارت و استعمار پادشاه پرتغال در اکتشاف آفریقا در این مناطق، به ویژه در بحبوحه رقابت پرتغالی و تاج کاستیا برای برتری بر سرزمین‌های جدید کشف شده، منع کند.